# Harley Earl

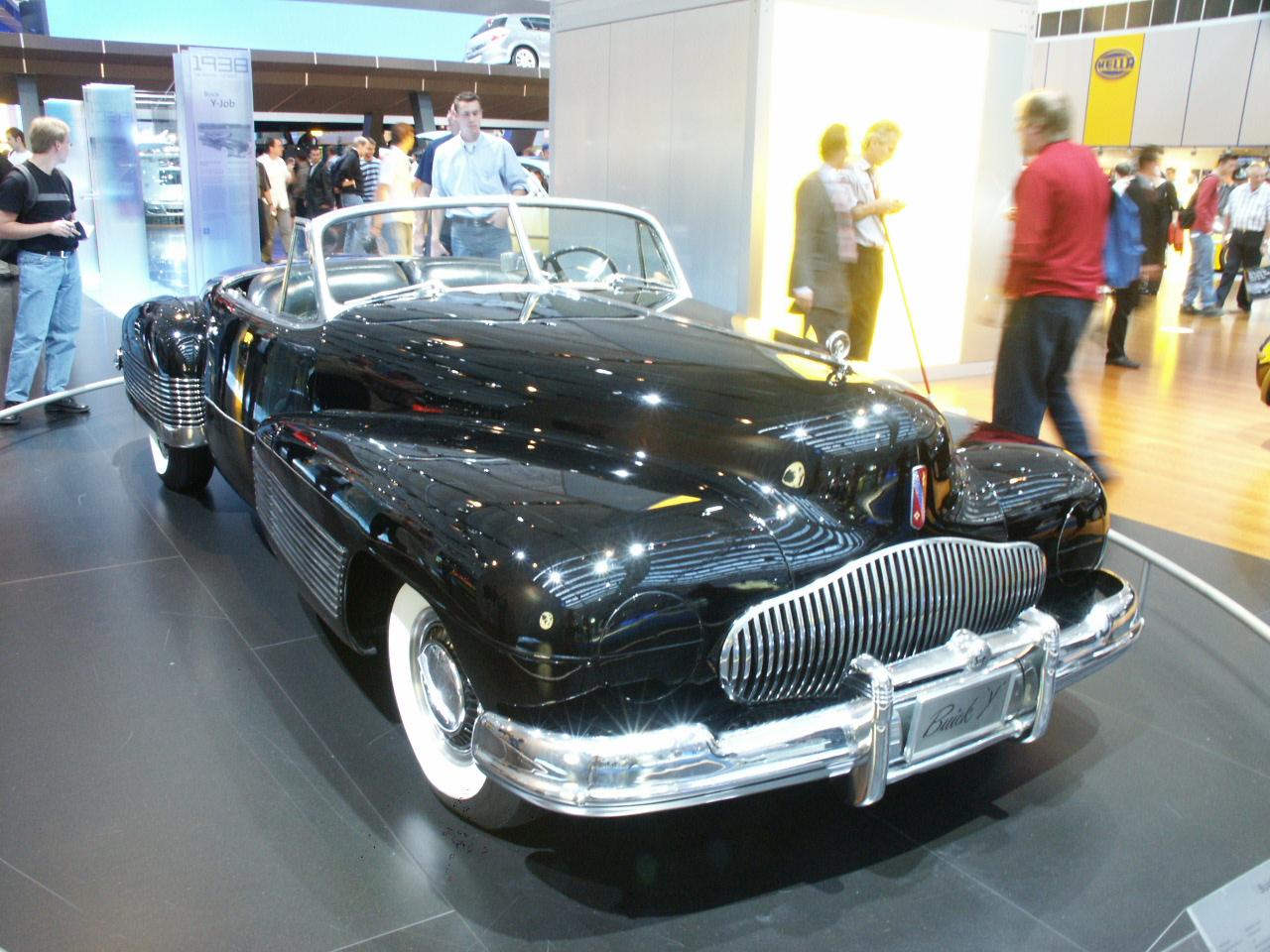
Der Buick Y-Job, die erste Stilstudie weltweit

Harley J. Earl (* 22. November 1893 in Los Angeles; † 10. April 1969 in Palm Beach) war Automobildesigner, -ingenieur und Industriedesigner. Von 1927 bis 1959 arbeitete er für General Motors, wo er bis zum ersten stellvertretenden Vorstandsvorsitzenden mit Geschäftsbereich Design aufstieg.

## Jugend
Harley Earl kam in Hollywood zur Welt. Sein Vater J. W. Earl war seit 1889 als Karosseriebauer tätig und widmete sich zunächst Pferdekutschen, gründete aber im Jahr 1908 die Earl Automobile Works und fertigte von da an Sonderkarosserien und Umbauteile für Autos.
Earl junior begann ein Studium an der Stanford University, brach es aber ab und arbeitete in der väterlichen Firma mit. Mittlerweile waren die Earl Automotive Works durch ihre Sonderkarosserien für die Hollywood-Filmstars bekannt geworden, etwa für Roscoe „Fatty“ Arbuckle und Tom Mix.

## Bei General Motors

### Anstellung durch General Motors

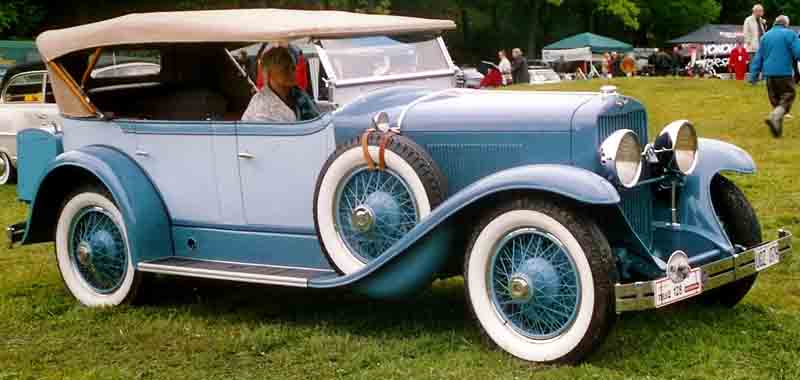
1928 LaSalle Phaeton

Earl Automotive Works wurde vom Cadillac-Händler Don Lee aufgekauft, der Harley Earl als Leiter der Karosseriewerkstatt weiter beschäftigte.
Cadillac-Chef Lawrence P. Fisher besuchte gerne seine Händler überall im Land; bei einem Abstecher zu Lee lernte er dort Earl kennen und konnte ihn bei der Arbeit beobachten. Fisher, dessen automobile Karriere beim Karosseriebauer Fisher Body ihren Anfang genommen hatte, zeigte sich von Earls Entwürfen und Methoden beeindruckt; Earl entwickelte seine Entwürfe anhand von Tonmodellen, was seinerzeit noch nicht üblich war.
Fisher beauftragte Earl daraufhin mit dem Karosserieentwurf des neuen La Salle, der sich bei Cadillac in der Entwicklung befand. Der Erfolg des LaSalle veranlasste General-Motors-Konzernchef Alfred P. Sloan, die sogenannte Art and Color Section, das erste Designstudio eines Autobauers, einzurichten und Earl deren Leitung anzuvertrauen.
Vor der Einrichtung der Art and Color Section hatten die Automobilhersteller keinen besonderen Wert auf das Erscheinungsbild ihrer Karosserien gelegt. Großserienhersteller verwendeten von Ingenieuren entworfene Karosserien, die nach rein funktionellen und wirtschaftlichen Gesichtspunkten gestaltet waren. Die Luxuswagenbauer stellten selbst überhaupt keine Karosserien her, sondern übergaben die fahrfertigen Fahrgestelle an einen Karossier nach Wunsch des Kunden.
1937 wurde die Art and Color Section in Styling Division umbenannt.
Der Entwurf für die futuristisch gestalteten Busse GM Futurliner stammte ebenfalls von ihm.

### Buick Y-Job

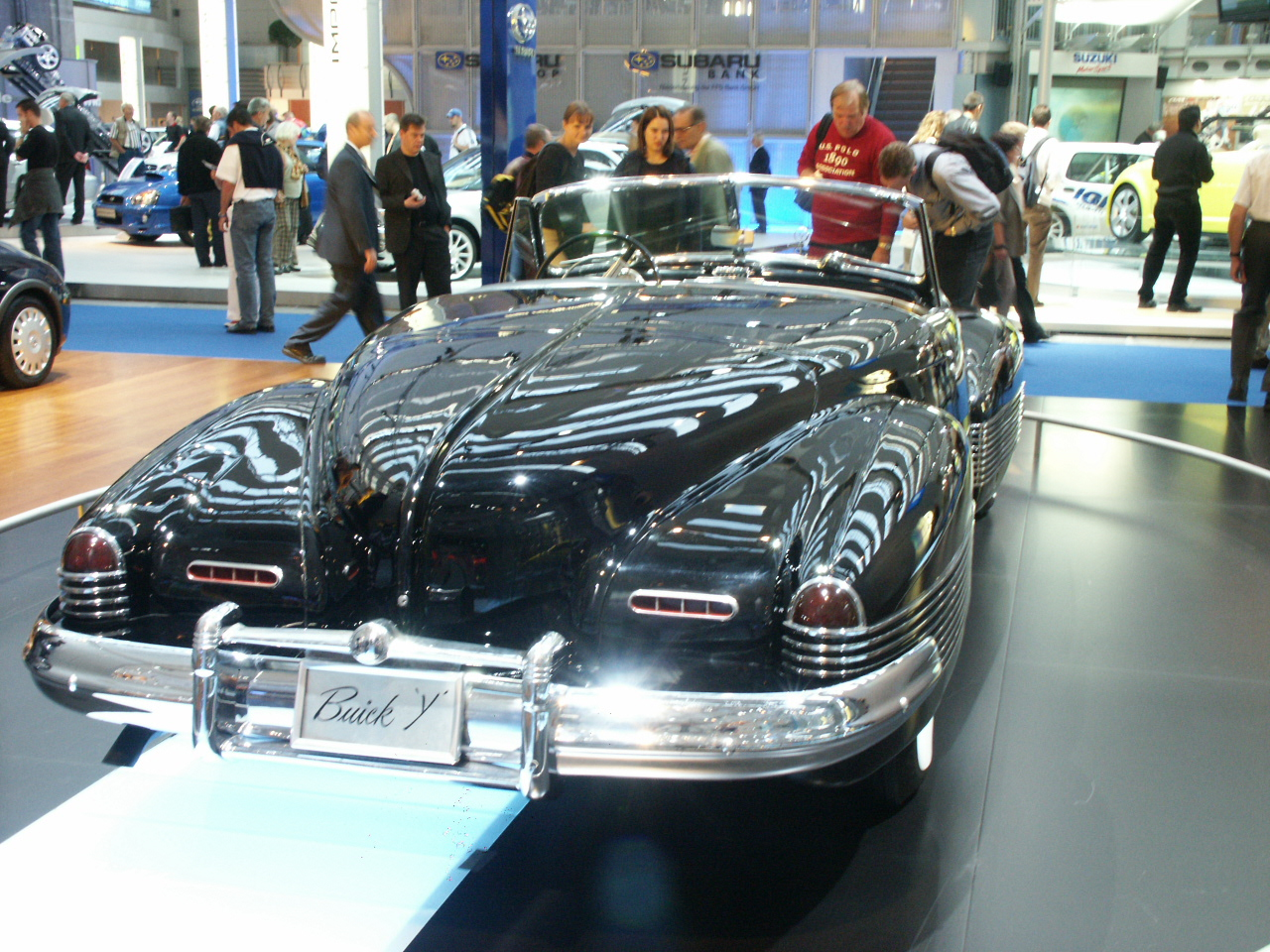
Heckansicht des Buick Y-Job

1938 entwarf und baute die Styling Division unter Earls Aufsicht den Buick Y-Job, die erste Stilstudie in der Geschichte des Automobils. Zwar waren schon zuvor Einzelstücke mit Sonderkarosserie entstanden, doch war der Y-Job das erste Auto eines Massenherstellers, das einzig und allein dem Zweck diente, die Aufmerksamkeit von Medien und Massen auf sich zu ziehen. Der Y-Job wurde der Öffentlichkeit präsentiert und danach täglich von Earl gefahren.

### Heckflossen

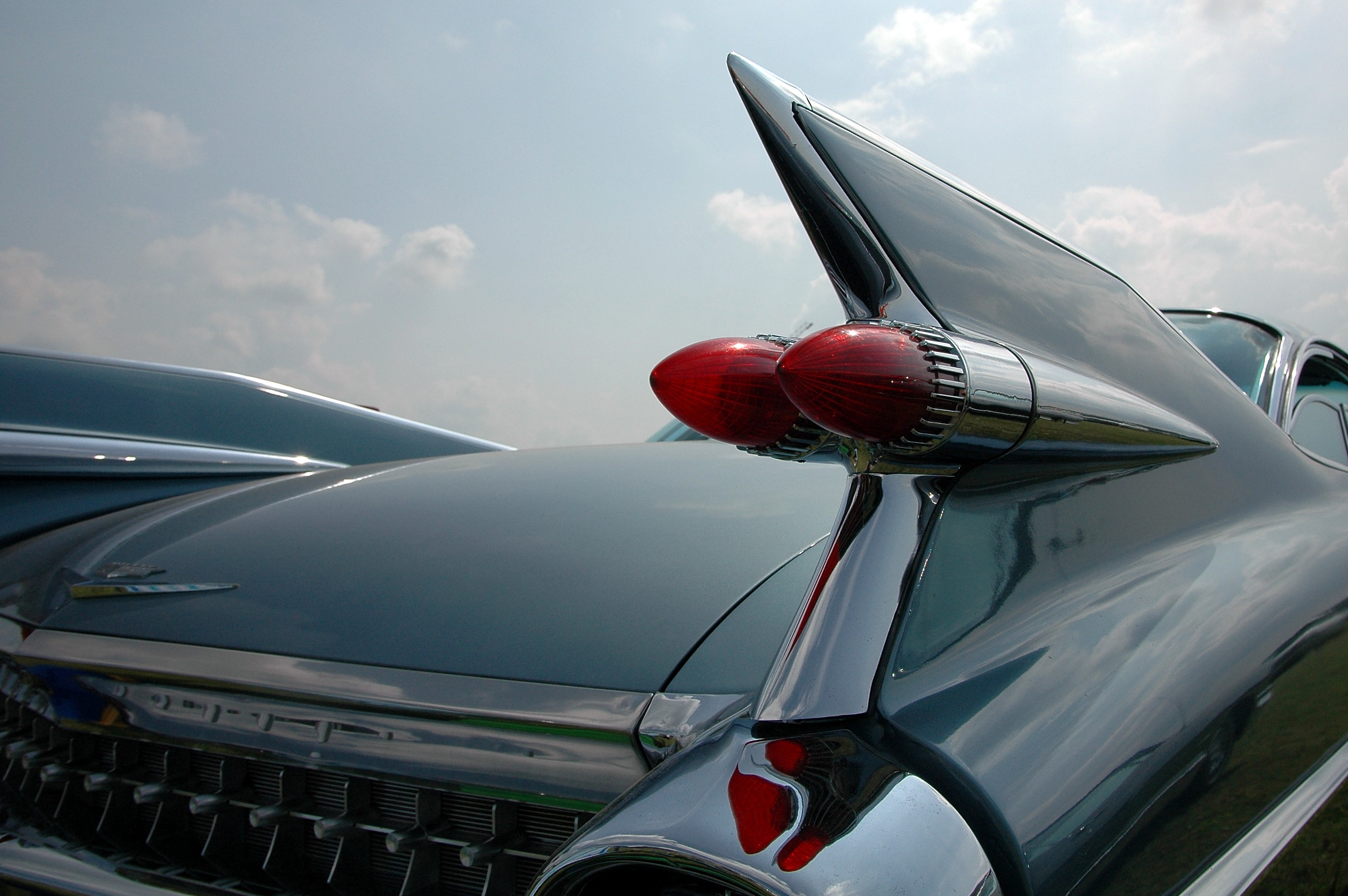
Heckflossen am Cadillac Jahrgang 1959

Harley Earl segnete den von Frank Hershey stammenden Entwurf für den Cadillac des Modelljahres 1948 ab, an dem die ersten Auto-Heckflossen zu sehen waren.
Als Inspirationsquelle für die Flossen diente das Leitwerk der Lockheed P-38 Lightning, eines Doppelrumpfjagdflugzeuges aus dem Zweiten Weltkrieg. Die Heckflossen wurden in der US-Autobranche zur Mode; es kam zwischen Earl und dem Chrysler-Designer Virgil Exner zu einer Art Zweikampf. Während Cadillac gute Verkaufszahlen vorweisen konnte, stürzten die Verkaufszahlen der opulenteren Chrysler-Fahrzeuge 1959 in den Keller und Exner verlor seinen Job.

### Chevrolet Corvette

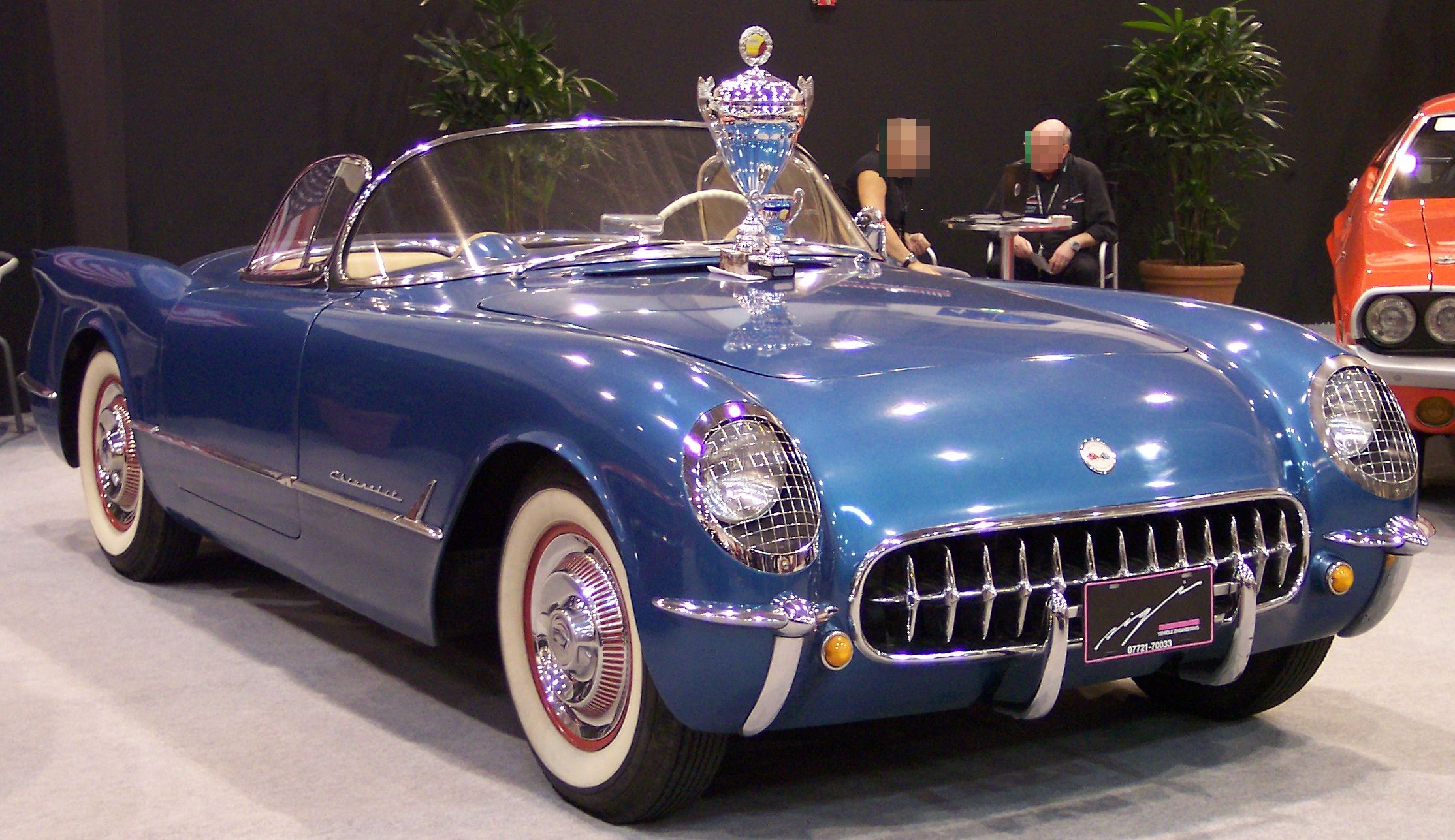
Chevrolet Corvette

Anfang der 1950er-Jahre kam Earl, unter dem Einfluss des Auftretens der europäischen, zumal der britischen Sportwagen nach dem Zweiten Weltkrieg, zu dem Schluss, dass General Motors einen Sportwagen anbieten müsse. Die Designarbeiten an diesem sogenannten „Projekt Opel“ begannen im Geheimen. Earl bot dann das Projekt dem damaligen Chevrolet-Chef Ed Cole an, der es ohne Zögern übernahm. 1953 wurde die Chevrolet Corvette offiziell präsentiert.

### Nachfolge
Harley Earl schied 1958 bei General Motors aus und ging in den Ruhestand; zuvor waren die Designarbeiten an den GM-Modelljahrgängen 1959 abgeschlossen worden. Ihm folgte als Vorstandsmitglied mit dem Geschäftsbereich Design und Styling Bill Mitchell nach, unter dessen Führung das GM-Design sachlicher wurde.

## Tod und Vermächtnis
Harley Earl starb am 10. April 1969 in Palm Beach an den Folgen eines Schlaganfalls. Er wurde 75 Jahre alt.
In Erinnerung ist er als erster Designdirektor der US-amerikanischen Autobranche geblieben, als Pionier der Designarbeit mit Tonmodellen, als Erfinder der Panoramascheibe, des Hardtop-Coupés und der Hardtop-Limousine, der Zweifarbenlackierung und der Heckflossen. Er entdeckte Design als Mittel der Markenführung.
Alljährlich bekommt der Sieger des Daytona 500, des wichtigsten und bekanntesten Rennens des NASCAR Sprint Cups, die Harley J. Earl Trophy überreicht.